# Brassia
Genre
Brassia est un genre d'orchidées de la tribu des Oncidiinae, décrit par Robert Brown en 1813. Son nom fut donné en honneur à William Brass, botaniste illustrateur anglais, qui a herborisé en Afrique sous la direction de Joseph Banks.

## Description
Les Brassia et ses nombreux hybrides sont des orchidées botaniques recherchées. Communément appelés « orchidées araignées », ils sont caractérisés par des fleurs à longs sépales et longs pétales (pour certains ils peuvent atteindre plus de 50 cm).
La zone d'expansion de cette plante épiphyte a pour centre les contreforts des Andes péruviennes et s'étend sur toute l'Amérique tropicale (Amérique centrale, Caraïbes, Floride, Pérou, Bolivie). Croissant en touffes sur des arbres, on le trouve dans les forêts humides entre 0 et 1 500 m d'altitude. Si certaines espèces sont restreintes à de petites zones géographiques, Brassia caudata peuple toute la zone susmentionnée.
Les Brassia possèdent de grands pseudobulbes elliptiques et oblongs au sommet desquels sortent une ou deux feuilles coriaces. Entre des gaines distiques et ces pseudobulbes sortent des inflorescences latérales non ramifiées de 15 à 25 cm, garnies de nombreuses fleurs. Les bractées sont petites et le labelle de la fleur n'est pas attaché à la colonne. Les deux pollinies sont fines.
Les Brassia, comme toutes les orchidées, ont une méthode de pollinisation originale : la guêpe des chemins du genre Pepsis (et Campsomeris), trompée par la ressemblance du Brassia, pique la colonne et le labelle en essayant de saisir sa proie. Avec des mouvements, la tête de la guêpe entre en contact avec les sacs à pollen qu'elle transporte vers un autre Brassia.

## Espèces
- Brassia angustilabia Schltr. (1925)
- Brassia antherotes Rchb.f. (1879)
- Brassia arachnoidea Barb.Rodr. (1877)
- Brassia arcuigera Rchb.f. (1869)
- Brassia auriantica Lindl. M.W.Chase (2011)
- Brassia aurorae D.E.Benn. (1992)
- Brassia bidens Lindl. (1844)
- Brassia boliviensis Schltr. (1913)
- Brassia caudata (L.) Lindl. (1825)
- Brassia cauliformis C.Schweinf. (1946)
- Brassia chloroleuca Barb.Rodr. (1877)
- Brassia cochleata Knowles & Westc. (1838)
- Brassia cyrtopetala Schltr. (1912)
- Brassia filomenoi Schltr. (1921)
- Brassia gireoudiana Rchb.f. & Warsz. (1854)
- Brassia helenae Rchb. ex Linden (1881)
- Brassia huebneri Schltr. (1925)
- Brassia iguapoana Schltr. (1925)
- Brassia jipijapensis Dodson & N.H.Williams (1980)
- Brassia josstiana Rchb.f. in E.A.von Regel (1854)
- Brassia koehlerorum Schltr. (1921)
- Brassia lanceana Lindl. (1835)
- Brassia maculata R.Br. in W.T.Aiton (1813) Brassia commune
- Brassia neglecta Rchb.f. (1856)
- Brassia pascoensis D.E.Benn. & Christenson (2001)
- Brassia peruviana Poepp. & Endl. (1836)
- Brassia rhizomatosa Garay & Dunst. (1965)
- Brassia signata Rchb.f. (1881)
- Brassia suavissima Pupulin & Bogarín (2005)
- Brassia thyrsodes Rchb.f. (1868)
- Brassia transamazonica D.E.Benn. & Christenson (2001)
- Brassia verrucosa Bateman ex Lindl. (1840) (sous-espèce de Brassia gireoudiana, d'après Robert L. Dressler and N.H. Williams- 2003)
- Brassia villosa Lindl. (1854)
- Brassia wageneri Rchb.f. (1854)
- Brassia warszewiczii Rchb.f. (1852)

## Hybrides
- xAlexanderara (Brassia × Cochlioda × Odontoglossum × Oncidium)
- xAliceara (Brassia × Miltonia × Oncidium)
- xBakerara (Brassia × Miltonia × Odontoglossum × Oncidium)
- xBanfieldara (Ada × Brassia × Odontoglossum)
- xBeallara (Brassia × Cochlioda × Miltonia × Odontoglossum)
- xBrapasia (Aspasia × Brassia)
- xBrassada (Ada × Brassia)
- xBrassidium (Brassia × Oncidium)
- xBrassioda (Brassia × Cochlioda)
- xBrassochilus (Brassia × Leochilus)
- xBrilliandeara (Aspasia × Brassia × Cochlioda × Miltonia × Odontoglossum × Oncidium)
- xCrawshayara (Aspasia × Brassia × Miltonia × Oncidium)
- xDegarmoara (Brassia × Miltonia × Odontoglossum)
- xDerosaara (Aspasia × Brassia × Miltonia × Odontoglossum)
- xDuggerara (Ada × Brassia × Miltonia)
- xEliara (Brassia × Epidendrum × Laelia × Sophronitis)
- xForgetara (Aspasia × Brassia × Miltonia)
- xGoodaleara (Brassia × Cochlioda × Miltonia × Odontoglossum × Oncidium)
- xHamiltonara (Ada × Brassia × Cochlioda × Odontoglossum)
- xJohnkellyara (Brassia × Leochilus × Oncidium × Rodriguezia)
- xMaclellanara (Brassia × Odontoglossum × Oncidium)
- xMiltassia (Brassia × Miltonia)
- xNorwoodara (Brassia × Miltonia × Oncidium × Rodriguezia)
- xOdontobrassia (Brassia × Odontoglossum)
- xPettitara (Ada × Brassia × Oncidium)
- xRoccaforteara (Aspasia × Brassia × Cochlioda × Odontoglossum)
- xRodrassia (Brassia × Rodriguezia)
- xRohrlara (Ada × Aspasia × Brassia)
- xSanderara (Brassia × Cochlioda × Odontoglossum)
- xSauledaara (Aspasia × Brassia × Miltonia × Oncidium × Rodriguezia)
- xSchafferara (Aspasia × Brassia × Cochlioda × Miltonia × Odontoglossum)
- xShiveara (Aspasia × Brassia × Odontoglossum × Oncidium)
- xWingfieldara (Aspasia × Brassia × Odontoglossum)